# Кануън-до
Кануън-до (на корейски: 강원도) е провинция в североизточна Южна Корея. Кануън-до е с население от 1 592 000 жители (1990 г.) и обща площ от 16 894 км². Град Чхунчхън е административен център на провинцията. В Кануън-до са разположени 7 града.